# 富朗開
 奧古斯特·赫爾曼·富朗開 （富朗開）（英語：August Hermann Francke），1663年3月22日—1727年6月8日，德国路德宗牧師、慈善家與聖經學者。他是德國敬虔運動的領袖，繼承菲利普·雅各·施本爾，出生在呂貝克。

## 出生背景
富朗開出生在德國北部臨近漢堡的呂貝克。他出身名門，父親是瑞士巴塞爾大學的法學博士，母親是市長的女兒。三歲那年，他的父親接受薩克森哥達公爵，人稱敬虔者恩斯特一世（Duke Ernst I，1601-1675）的邀請，舉家遷移前往當地擔任宮廷法律顧問。當時，亞恩特去世已將近半個世紀，但他的巨著《真基督教》依然是西、北歐地區最盛行的屬靈經典。哥達公爵恩斯特一生不遺餘力在自己的公國裡推展這部著作，想藉此影響百姓的靈性生活。富朗開就是在這樣濃濃的敬虔氣氛裡成長。

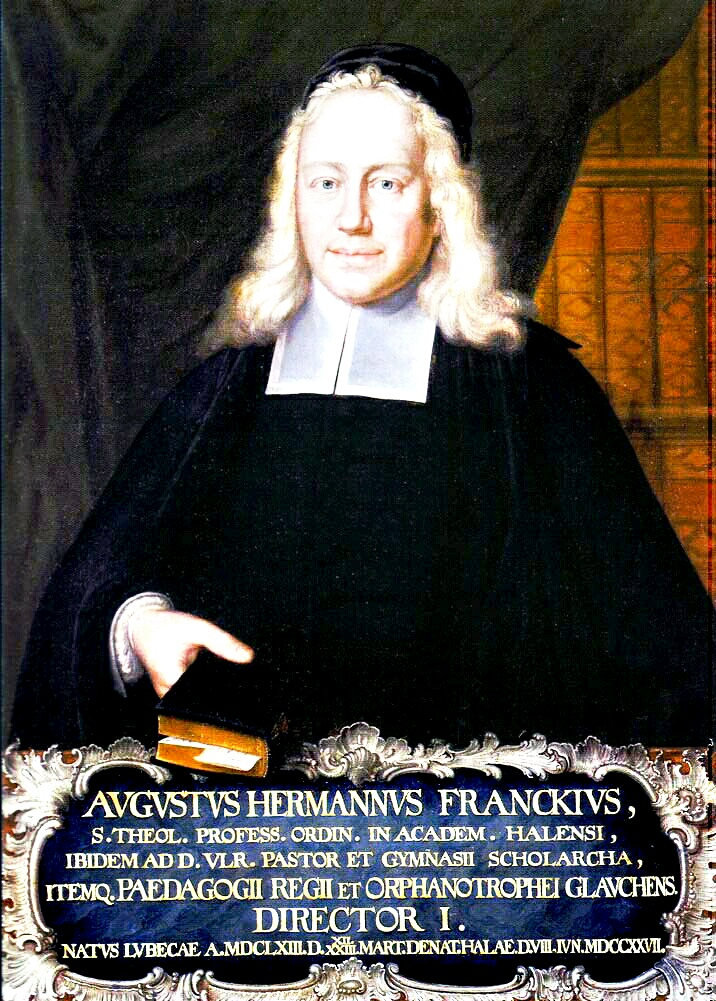
奧古斯特·赫爾曼·富朗開

## 成長經歷
富朗開成長過程中，富朗開先後前往埃尔福特、基爾、漢堡等大學短期學習，接受多元領域的充實及訓練。他精通英文、法文、義大利文，但是最擅長的學科莫過於近東語言及聖經原文。畢業於萊比錫大學，後在萊比錫大學任教。

## 重要性
富朗開受菲利普·雅各·施本爾的敬虔主義影響，組織「愛聖經團契」（Collegium Philiobiblicum），主張按屬靈角度來研究聖經。這段時期，富朗開結識了到德勒斯登牧養的施本爾。施本爾給了「愛聖經團契」不少寶貴的建議，提醒他們不要只是鑽研原文字義，應多留意默想經文。
富朗開意識到自己靈性枯乾，沒有經歷到基督裡豐盛的生命。在一次赴外講道的前夕，他深覺自己沒有真道可以供應給信徒，於是謙卑屈膝，求主挪除他內心的懷疑與不信。就在禱告那刻，他強烈感受到上帝的同在，確知他已經歷到在聖靈裡的重生。重生後的富朗開，講道與授課都變得很有能力，成為施本爾最好的同工以及敬虔運動的尖兵，在萊比錫大學帶來極大的影響力。
哈勒大學成立後，他成為那裡的教授，並擔任哈勒附近之格勞哈教會的牧職。不久，他的教導和講道吸引很多人來跟從他，他亦先後開了為貧民而設的學校和孤兒院，而且極為成功，招惹到哈勒地區的教牧人士的嫉妒和反對。
後來普魯士王腓特烈一世 在1713年探望他，公開表揚他的成果，並且後來還按他的模式制定教育法例，反對他的人也就漸漸少起來。
富朗開的成功可歸因於兩方面：他重視個人對宗教的責任，或宗教對個人的影響；同時亦有很強的實際意識，他的屬靈教導從來都不是空洞高調的。

### 創建富朗開基金會
公元1691年富朗開抵達革勞哈，觸眼所及盡是髒亂、貧困、乞丐、遊民與孤兒。三十年戰爭造成的社會問題太嚴重，就連統治版圖僅次於神聖羅馬帝國的布蘭登堡選侯國都無力整頓敗壞的道德風氣，也窮於應付民生的窘困。當時中下階層的百姓之間有句流行諺語為：「今日命尚存，明朝恐無生」。
富朗開發揮敬虔運動實踐信仰的精神，經常賙濟窮人幫助孤兒，但窮人們常把拿到的錢拿去買醉或賭博。陷入兩難的富朗開苦思根治問題之道。1695年復活節前夕，在經過一段時間的禱告後，富朗開決定憑信心開始窮人教育與孤兒院的事工。他開放自己的牧師館作課室，鼓勵信徒暫時提供住處給孤兒居住，並邀請大學生參與教化窮人的工作。
憑藉著單純禱告祈求的信心操練，富朗開不斷經歷上帝奇妙的帶領。許多奉獻與支援像曠野湧出的十二道以琳水泉，適時供應他推展各項慈惠及教育事工的需要。
一百年後，他的精神感召了就讀哈勒大學的乔治·慕勒，使他在英國步上富朗開的後塵，成法當地的孤兒之父。
富朗開不僅是擁有基督心腸的好牧者，也是擅於組織管理的經理人。他受到合一弟兄會總主教约翰·阿摩司·夸美纽斯教育理念的感召，短短數年陸續在哈勒成立了免學宿費用的窮人學校、培育貴族子弟進入大學的預科寄宿學校、提昇專業素養的拉丁文學校、平民德語學校。其中，平民德語學校更是破天荒招收女學生，要讓原是文盲的女子習得基礎教育來教化兒女。
1727年富朗開去世，富朗開基金會的哈勒園區已有三千多名師生、同工。迄今，仍有幾座老建築保留下來，其他傾頹的建築體也陸續在重建。這種在敬虔信仰的根基下，結合教育及慈惠的社區至今仍無任何單位能出其右，它的典型之後也成為新生鐸夫伯爵師隨的標竿。不過，新生鐸夫伯爵並沒有按一樣的模子打造相同的社區。